# فاولورن
فاولورن (به لاتین: Faulhorn) یک کوه در سوئیس است که در کانتون برن واقع شده‌است. فاولورن ۲٬۶۸۱ متر بالاتر از سطح دریا واقع شده‌است.